# Wendy Doniger
Wendy Doniger O'Flaherty (née le 20 novembre 1940 à New York) est une indianiste et sanskritiste américaine.

## Carrière
Doniger naît à New York de parents juifs non pratiquants et grandit dans le quartier Great Neck, où son père Lester L. Doniger (1909–1971), a une activité d'édition.
Pendant ses années de lycéenne, elle étudie la danse avec George Balanchine et Martha Graham.
En 1962, elle est diplômée summa cum laude en sanskrit et en études indiennes au Radcliffe College. En juin 1963, elle obtient son Master of Arts de l’Harvard Graduate School of Arts and Sciences (en). En 1963–1964, elle étudie en Inde grâce à une bourse de 12 mois de l'American Institute of Indian Studies de l'université de Chicago. En juin 1968, elle reçoit son premier Philosophiæ doctor de l'université Harvard pour sa thèse Ascétisme et sexualité dans la mythologie de Shiva, rédigée sous la direction de Daniel H. H. Ingalls. En février 1973, elle reçoit son deuxième Ph.D. en orientalisme scientifique de l'université d'Oxford, pour sa thèse The Origins of Heresy in Hindu Mythology dirigée par Robert Charles Zaehner. Elle a depuis été nommée six fois docteur honoris causa.
À partir de 1978, elle occupe la chaire Mircea Eliade de l'histoire des religions à l'University of Chicago Divinity School.
Depuis 1979, elle fait partie du comité éditorial de History of Religions (journal) (en). En 1984, elle est élue présidente de l’American Academy of Religion. En 1997, elle est élue présidente de l’Association for Asian Studies.

## Œuvre
La plus grande partie de son œuvre consiste en la traduction, l'interprétation et l'étude comparative d'éléments de la mythologie hindoue à partir des concepts modernes de genre, de sexualité et d'identité.
Elle est sanskritiste et philologue à l'ancienne.
Doniger a écrit 16 livres et est l'auteur de centaines d'articles édités entre autres par The New York Times Book Review, le London Review of Books, The Times Literary Supplement, The Times, The Washington Post, U.S. News & World Report, International New York Times, Parabola, The Chronicle of Higher Education, Dædalus, The Nation, et le Journal of Asian Studies.

## Controverse
Au début des années 2000, un désaccord apparaît au sein de la communauté hindoue sur la façon dont Doniger décrit et analyse ses traditions.
Elle est avec de nombreux collègues la cible d'une critique portée par Rajiv Malhotra qui lui reproche d'utiliser des concepts psychanalytiques pour interpréter des sujets non occidentaux. Malhotra estime que l’hindouisme est diabolisé dans ces ouvrages afin d'inspirer de la honte aux jeunes hindous.
Christian Lee Novetzke, professeur associé en indologie à l'université de Washington, résume cette controverse comme suit : « Wendy Doniger, savant de premier ordre de la pensée et de l'histoire de la pensée religieuse indienne s'exprimant à travers les sources sanskrites, a fait face à la critique régulière de ceux qui considèrent son travail comme étant irrespectueux de l'hindouisme en général. »
Martha Nussbaum ajoute que ceux des Hindous américains qui critiquent Doniger semblent poursuivre un objectif similaire à celui du Hindutva, mais qu'ils ont créé un sentiment de culpabilité chez les universitaires américains. Compte tenu de l'ethos dominant de respect ethnique, ces universitaires peuvent craindre d'avoir peut-être offensé des gens d'une autre culture.
Si Doniger est d'accord avec le fait que les Indiens ont de bonnes raisons de rejeter le post-colonialisme, elle prétend que ses travaux ne sont qu’un point de vue qui ne remet pas en cause l'identité des Indiens : « Je ne sens pas que je diminue la valeur des textes indiens en écrivant à leur sujet ou en les interprétant. Mes livres ont le droit d'exister à côté d'autres livres. »
En mars 2010, le cofondateur de la fondation American Hindu, l'urologue Aseem Shukla débat avec Doniger, à propos de son livre The Hindus: An Alternative History sur le blog du Washington Post portant sur la foi et la religion. Il l'accuse alors de sexualiser, d'érotiser et de rendre exotique certains des passages les plus sacrés des textes hindous.

Doniger a répliqué que son livre s'est bien vendu en Inde et demande à ses critiques de montrer précisément où son interprétation des textes est erronée. En février 2014, Penguin Books retire du marché indien le livre The Hindus: An Alternative History sous la menace d'une action juridique de l'activiste Dianath Batra.
Earle Waugh, professeur émérite de sciences religieuses à l'université de l'Alberta voit cette controverse comme un exemple de conflit entre tradition religieuse et utilisation d'outils analytiques occidentaux comme la psychanalyse freudienne.

### Travaux d'interprétation
Publiés sous le nom de Wendy Doniger O'Flaherty
- (en) Wendy Doniger O'Flaherty, Asceticism and Eroticism in the Mythology of Siva, Oxford University Press, 1973, 386 p.
- (en) Wendy Doniger O'Flaherty, The Ganges, London, Macdonald Educational, 1975
- (en) Wendy Doniger O'Flaherty, The Origins of Evil in Hindu Mythology, Berkeley, University of California, 1976, 411 p.
- (en) Wendy Doniger O'Flaherty, Women, Androgynes, and Other Mythical Beasts, Chicago, University of Chicago Press, 1980, 382 p.
- (en) Wendy Doniger O'Flaherty, Dreams, Illusion, and Other Realities, Chicago, University of Chicago Press, 1984, 361 p.
- (en) Wendy Doniger O'Flaherty, Tales of Sex and Violence: Folklore, Sacrifice, and Danger in the Jaiminiya Brahmana, Chicago:, University of Chicago Press, 1985, 145 p.
- (en) Wendy Doniger O'Flaherty, Myths:  The Cave of Echoes, New York, Macmillan, 1988, 225 p.

Publiés sous le nom de Wendy Doniger
- (en) Wendy Doniger, The Implied Spider: Politics and Theology in Myth,  The 1996–1997 ACLS/AAR Lectures, New York, Columbia University Press, 1998, 200 p.
- (en) Wendy Doniger, Splitting the Difference: Gender and Myth in Ancient Greece and India. The 1996 Jordan Lectures, Chicago and London, University of London Press and University of Chicago Press, 1999, 376 p.
- (de) Wendy Doniger, Der Mann, der mit seiner eigenen Frau Ehebruch beging. Mit einem Kommentar von Lorraine Daston, Berlin, Suhrkamp, 1999, 150 p.
- (en) Wendy Doniger, The Bedtrick: Tales of Sex and Masquerade, Chicago, University of Chicago Press, 2000, 599 p.
- (it) Wendy Doniger (trad. Vincenzo Vergiani), La Trappola della Giumenta, Milan, Adelphi Edizione, 2003
- (en) Wendy Doniger, The Woman Who Pretended to Be Who She Was, New York, Oxford University Press, 2005, 272 p.
- (en) Wendy Doniger, The Hindus: An Alternative History, New York, Penguin Press, 2009, 789 p.
- (en) Wendy Doniger, On Hinduism, Aleph Book, 2013, 664 p. (ISBN 978-9382277071)

### Traductions vers l'anglais
Publiés sous le nom de Wendy Doniger O'Flaherty
- Hindu Myths: A Sourcebook, translated from the Sanskrit. Harmondsworth: Penguin Classics, 1975; 357 pp.
- The Rig Veda: An Anthology, 108 Hymns Translated from the Sanskrit (Harmondsworth: Penguin Classics, 1981).
- (en) Sophocle (trad. Wendy Doniger, David Grene), Antigone, Chicago, 1983
- Textual Sources for the Study of Hinduism, in the series Textual Sources for the Study of Religion, edited by John R. Hinnells (Chicago: University of Chicago Press, 1990). 211 pp.
- (en) Eschyle (trad. Wendy Doniger, David Grene), Oresteia, Chicago, University of Chicago Press, 1988, 249 p.

Publiés sous le nom de Wendy Doniger
- Traduction restructurée du Dictionnaire des Mythologies de Yves Bonnefoy, réalisé sous la direction de Wendy Doniger (Chicago: University of Chicago Press. 1991). 2 vols., c. 1, 500 pp.
- The Laws of Manu. A new translation, with Brian K. Smith, of the Manavadharmasastra (Harmondsworth: Penguin Classics, 1991).
- Wendy Doniger et Sudhir Kakar, Vātsyāyana Kāmasūtra, New York, Oxford University Press, 2002.
- The Lady of the Jewel Necklace and The Lady Who Shows Her Love. Harsha’s Priyadarsika and Ratnavali. Clay Sanskrit Series. New York: New York University Press, JJC Foundation, 2006.

### Ouvrages traduits en langue française
- Wendy Doniger et Sudir Kakar (trad. de l'anglais par Alain Porte), Le Kâma sûtra de Vâtsyâyana Mallanâga, Paris, Gallimard, coll. « Points Sagesses », 2004, 120 p. (ISBN 2-07-077073-7)
- Wendy Doniger (trad. Nicole Ménant), Siva, érotique et ascétique, Gallimard, coll. « Bibliothèque des Sciences humaines », 1993, 480 p. (ISBN 978-2-07-072695-0)
- Wendy Doniger, Le Kamasutra de Bikaner, Gallimard, coll. « Hors Série Connaissance », 2004, 164 p. (ISBN 978-2-07-077073-1)

## Distinctions

### Récompenses
- 1980 : Bourse Guggenheim
- 2000 : PEN Oakland awards (en) dans la catégorie Josephine Miles Literary Award[13]
- 2002 : Prix Rose Mary Crawshay pour The Bedtricks[14].

### Honneurs
- 1997 : Docteur honoris causa de l'université Washington et Lee
- 2009 : Docteur honoris causa de l'université Harvard[15]

### Sources
- (en) Wendy Doniger, Publications [PDF]